# Iglesia Vieja, San Luis Potosí
Iglesia Vieja är en ort i Mexiko.   Den ligger i kommunen Matlapa och delstaten San Luis Potosí, i den sydöstra delen av landet, 210 km norr om huvudstaden Mexico City. Iglesia Vieja ligger 738 meter över havet och antalet invånare är 109.
Terrängen runt Iglesia Vieja är kuperad åt nordväst, men åt sydost är den bergig. Iglesia Vieja ligger uppe på en höjd. Runt Iglesia Vieja är det tätbefolkat, med 476 invånare per kvadratkilometer. Närmaste större samhälle är Tamazunchale, 10,2 km sydost om Iglesia Vieja. I omgivningarna runt Iglesia Vieja växer i huvudsak städsegrön lövskog.